# Lolita (peça de teatro)

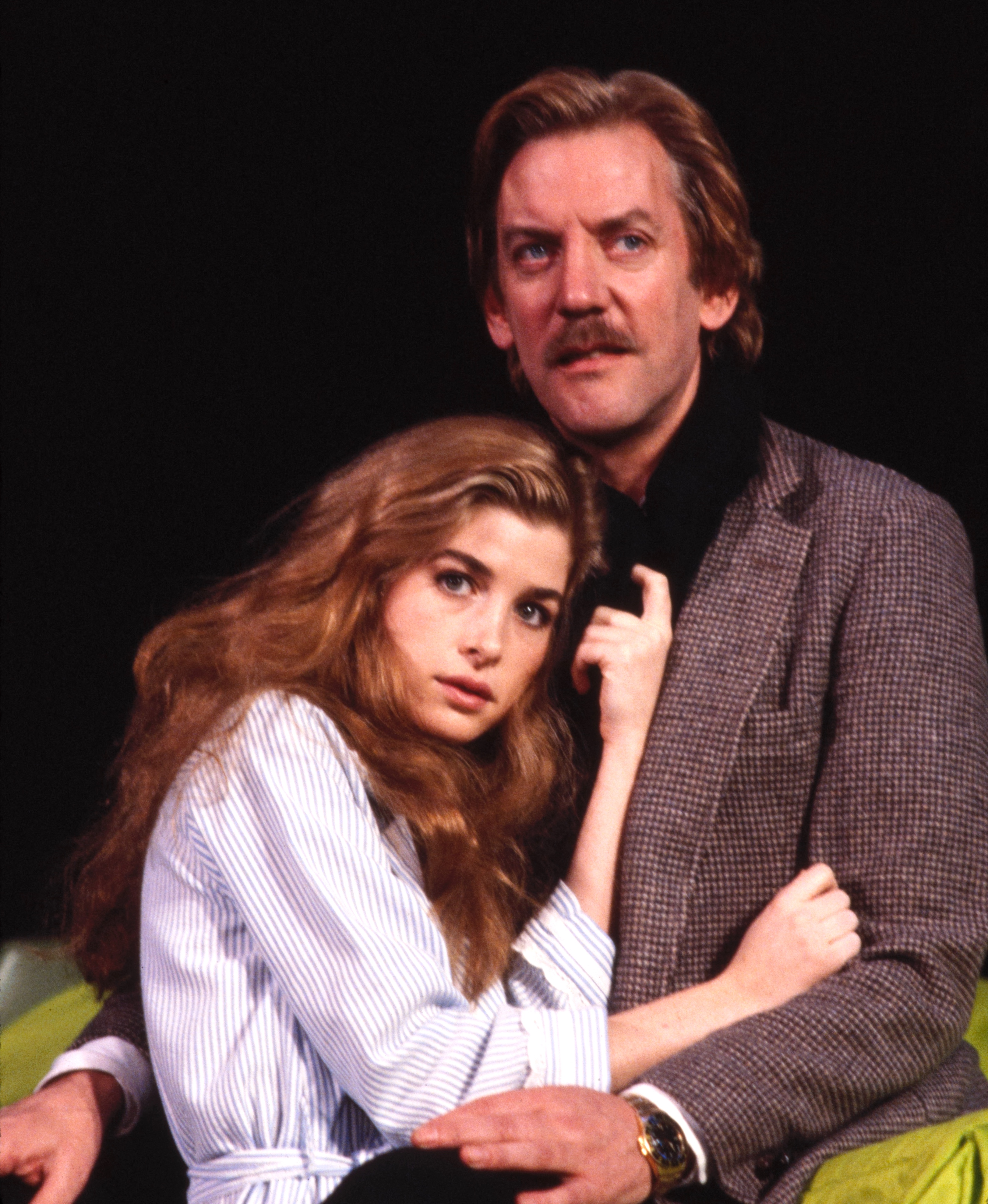
Donald Sutherland e Blanche Baker, "Lolita" [New York City

Lolita é uma peça adaptada por Edward Albee do romance de mesmo nome de Vladimir Nabokov. A conturbada produção estreou na Broadway em 19 de março de 1981 depois de 31 previsões e fechada depois de apenas 12 performances.
Frank Rich em sua revisão no New York Times perguntou por que a peça ainda abriu após "semanas de atrasos" como era "o tipo de embaraço que as audiências não se esquecem ou perdoam rapidamente". Rich disse que o menor de seus pecados foi a incompetência, sendo chato, e destruindo uma obra-prima literária. "O que diferencia Lolita além das falhas comuns é a sua abjeta vivacidade significativa", escreveu ele. "Para todos os balbucios desta peça sobre o amor, é posto com indiscriminado – e decididamente imerecido – ódio".
Dez anos antes, o musical de John Barry e Alan Jay Lerner, Lolita, My Love, foi uma bomba, fechando durante as seletivas em Boston. (Lolita de Albee também teve sua performance em Boston antes de seu lançamento na Broadway). Os críticos tinham marcado a peça, dizendo que a falta da voz autoral de Nabokov fez um musical picante. Albee coloca Nabokov no palco em sua peça, mas isso não ajuda.
O elenco incluía Donald Sutherland como Humbert Humbert, Clive Revill como Clare Quilty, Ian Richardson como Nabokov, e Blanche Baker no papel-título. Baker foi citada por Rich em apenas uma linha. "No papel-título, aqui uma figura menor, a senhorita Baker de 24 anos faz um trabalho inteligente de personificar a penugem de ninfeta, ela merece um veículo da fase mais substancial em breve".